# Bergia pentheriana
Bergia pentheriana là một loài thực vật có hoa trong họ Elatinaceae. Loài này được Keissl. mô tả khoa học đầu tiên năm 1901.